# Liste de musées en Angleterre
Pour les autres articles nationaux ou selon les autres juridictions, voir Liste des musées par pays.
Cet article présente une liste de musées anglais par localisation.

## Bedfordshire
Voir aussi Catégorie:Musée dans le Bedfordshire.

## Berkshire
Voir aussi Catégorie:Musée dans le Berkshire.

## City of Bristol
Voir aussi Catégorie:Musée à Bristol.

## Buckinghamshire
Voir aussi Catégorie:Musée dans le Buckinghamshire.

## Cambridgeshire
Voir aussi Catégorie:Musée dans le Cambridgeshire.

## Cheshire
Voir aussi Catégorie:Musée dans le Cheshire.

## Cornouailles
Voir aussi Catégorie:Musée en Cornouailles.

## Cumbria
Voir aussi Catégorie:Musée en Cumbria.

## Derbyshire
Voir aussi Catégorie:Musée dans le Derbyshire.

## Devon
Voir aussi Catégorie:Musée dans le Devon.

## Dorset
Voir aussi Catégorie:Musée dans le Dorset.

## County Durham
Voir aussi Catégorie:Musée dans le comté de Durham.

## East Riding of Yorkshire
Voir aussi Catégorie:Musée dans le Yorkshire de l'Est.

## East Sussex
Voir aussi Catégorie:Musée dans le Sussex de l'Est.

## Essex
Voir aussi Catégorie:Musée dans l'Essex.

## Gloucestershire
Voir aussi Catégorie:Musée dans le Gloucestershire.

## Grand Londres
Voir aussi Catégorie:Musée à Londres.

## Grand Manchester
Voir aussi Catégorie:Musée dans le Grand Manchester.

## Hampshire
Voir aussi Catégorie:Musée dans le Hampshire.

## Herefordshire
Voir aussi Catégorie:Musée dans le Herefordshire.

## Hertfordshire
Voir aussi Catégorie:Musée dans le Hertfordshire.

## Isle of Wight
Voir aussi Catégorie:Musée sur l'île de Wight.

## Kent
Voir aussi Catégorie:Musée dans le Kent.

## Lancashire
Voir aussi Catégorie:Musée dans le Lancashire.

## Leicestershire
Voir aussi Catégorie:Musée dans le Leicestershire.

## Lincolnshire
Voir aussi Catégorie:Musée dans le Lincolnshire.

## Merseyside
Voir aussi Catégorie:Musée dans le Merseyside.

## Norfolk
Voir aussi Catégorie:Musée dans le Norfolk.

## Northamptonshire
Voir aussi Catégorie:Musée dans le Northamptonshire.

## Northumberland
Voir aussi Catégorie:Musée dans le Northumberland.

## North Yorkshire
Voir aussi Catégorie:Musée dans le Yorkshire du Nord.

## Nottinghamshire
Voir aussi Catégorie:Musée dans le Nottinghamshire.

## Oxfordshire
Voir aussi Catégorie:Musée dans l'Oxfordshire.

## Rutland
Voir aussi Catégorie:Musée dans le Rutland.

## Shropshire
Voir aussi Catégorie:Musée dans le Shropshire.

## Somerset
Voir aussi Catégorie:Musée dans le Somerset.

## South Yorkshire
Voir aussi Catégorie:Musée dans le Yorkshire du Sud.

## Staffordshire
Voir aussi Catégorie:Musée dans le Staffordshire.

## Suffolk
Voir aussi Catégorie:Musée dans le Suffolk.

## Surrey
Voir aussi Catégorie:Musée dans le Surrey.

## Tyne and Wear
Voir aussi Catégorie:Musée dans le Tyne and Wear.

## Warwickshire
Voir aussi Catégorie:Musée dans le Warwickshire.

## West Midlands
Voir aussi Catégorie:Musée dans les Midlands de l'Ouest (comté).

## West Sussex
Voir aussi Catégorie:Musée dans le Sussex de l'Ouest.

## West Yorkshire
Voir aussi Catégorie:Musée dans le Yorkshire de l'Ouest.

## Wiltshire
Voir aussi Catégorie:Musée dans le Wiltshire.

## Worcestershire
Voir aussi Catégorie:Musée dans le Worcestershire.